# Biblioteca di Filosofia Università degli Studi di Milano
La Biblioteca di Filosofia dell'Università degli Studi di Milano è nata dall’accorpamento delle biblioteche degli Istituti di Filosofia e di Storia della Filosofia. Fin dalla nascita del Dipartimento di Filosofia, nel 1982, svolge un ruolo istituzionale di supporto alla ricerca filosofica e alla didattica.

## Storia
Alla fine degli anni Cinquanta, dopo il completamento del restauro della Ca' Granda, l'antico ospedale di Milano che oggi ospita la sede centrale dell'Università, fortemente danneggiato dai bombardamenti durante la Seconda guerra mondiale, i due Istituti di Filosofia e di Storia della Filosofia poterono trasferirsi dalla sede provvisoria di via della Passione in via Festa del Perdono, nell'attuale ala dell'edificio attiguo al cortile Ghiacciaia. Fino a quel momento i libri di filosofia disponibili presso l'Università degli Studi di Milano erano conservati nella Biblioteca centrale di Facoltà. Contemporaneamente al trasferimento dei due istituti, cominciò ad arrivare negli Istituti una prima raccolta di qualche centinaio di volumi, che all'inizio vennero conservati nel locale al pianterreno, a fianco degli studi dei docenti. 
Negli anni sessanta fu avviato un primo progetto di recupero del locale seminterrato sottostante l'attuale biblioteca finalizzato ad un trasferimento dei volumi al piano inferiore, dal momento che lo spazio cominciava a non essere più sufficiente per la raccolta che aveva iniziato ad aumentare. Fu così affidata a due docenti l'ideazione di uno schema di classificazione funzionale sia al riordino dei libri che alle nuove esigenze di ricerca degli istituti. Gli incaricati furono il Prof. Corrado Mangione, docente di Logica, e la Prof.ssa Maria Assunta Del Torre, docente di Storia della storiografia filosofica.
Completata la prima ristrutturazione dei locali degli istituti, poté realizzarsi il trasferimento dei volumi al piano inferiore. Da quel momento la raccolta iniziò la sua vera crescita in consistenza e parte dei volumi di filosofia arrivò progressivamente nei due Istituti di Filosofia e di Storia della Filosofia dalla Biblioteca centrale di Facoltà, su richiesta dei docenti. 
Nel 1982 la nascita del Dipartimento di Filosofia, dalla confluenza dei due Istituti di Filosofia e Storia della Filosofia, diede un impulso favorevole allo sviluppo della biblioteca insieme all'impegno assiduo e costante dei Direttori che si sono succeduti. Il 9 settembre 1999 segna un altro importante passo avanti: la Biblioteca di Filosofia, su delibera del Senato Accademico, diventa di settore autonomo. Progetti e investimenti, deliberati da un Consiglio di Biblioteca, in linea con quanto previsto dal Sistema Bibliotecario di Ateneo, vengono gestiti dal Direttore che dal 2001 è un bibliotecario. 

Prosegue così il cammino di crescita, rafforzato dall'autonomia gestionale e decisionale della struttura, dotatasi, dal 2000 di un Regolamento e dal 2002 di una Carta dei servizi. A seguito della riorganizzazione, attualmente la biblioteca è divenuta parte del Servizio Bibliotecario d'Ateneo.

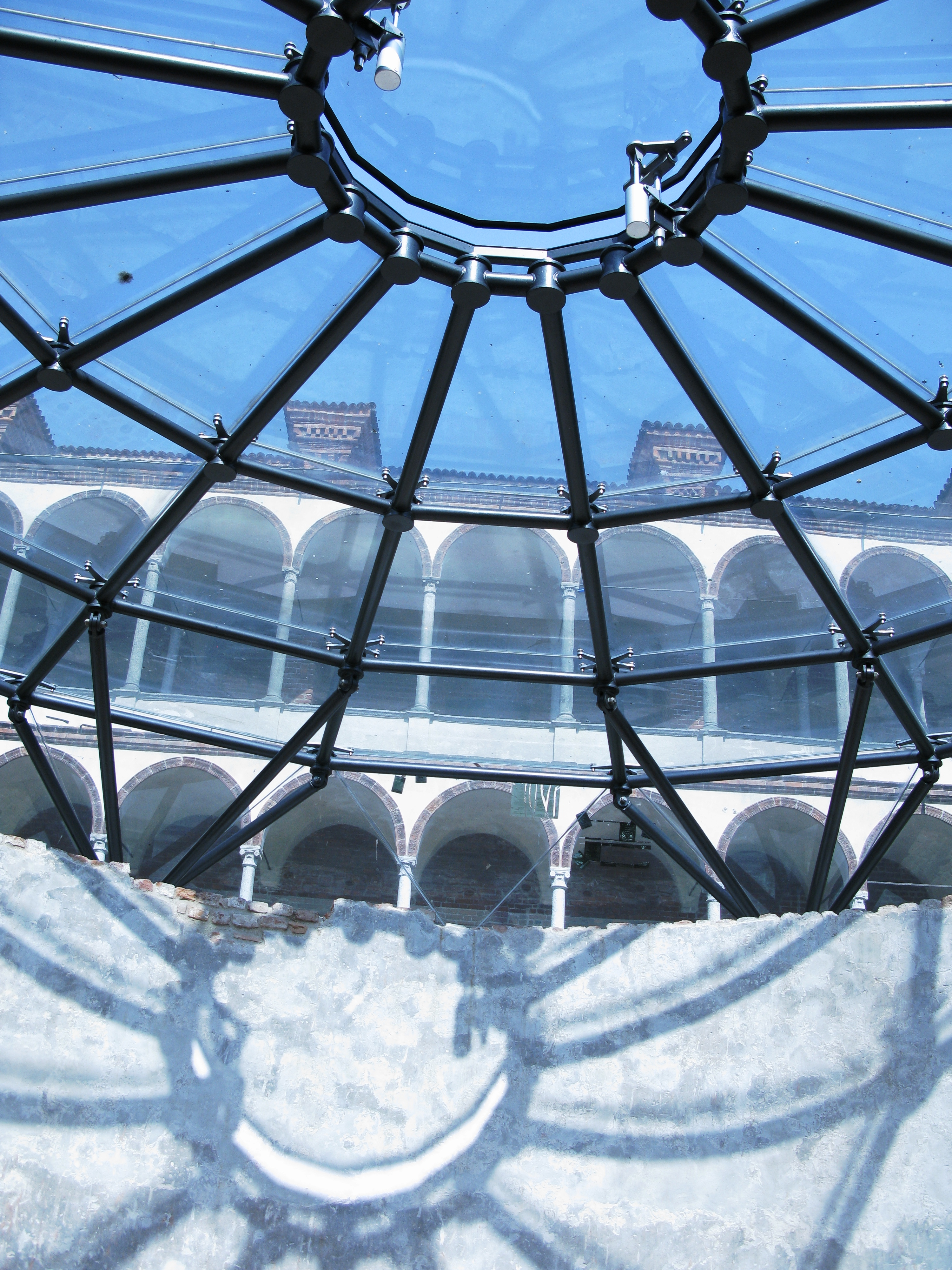
La copertura della Ghiacciaia vista dall'interno

## La sede
La ristrutturazione della fine degli anni Novanta ha permesso di riportare alla luce lo spazio archeologico dell'antica ghiacciaia seicentesca dell'Ospedale Maggiore di Milano che attualmente ospita le collezioni librarie della biblioteca. Il cortile, al pari di quello attiguo, della Legnaia, era stato completamente ignorato dal restauro post-bellico, perché ritenuto un'aggiunta posteriore rispetto all'originale progetto del Filarete. 

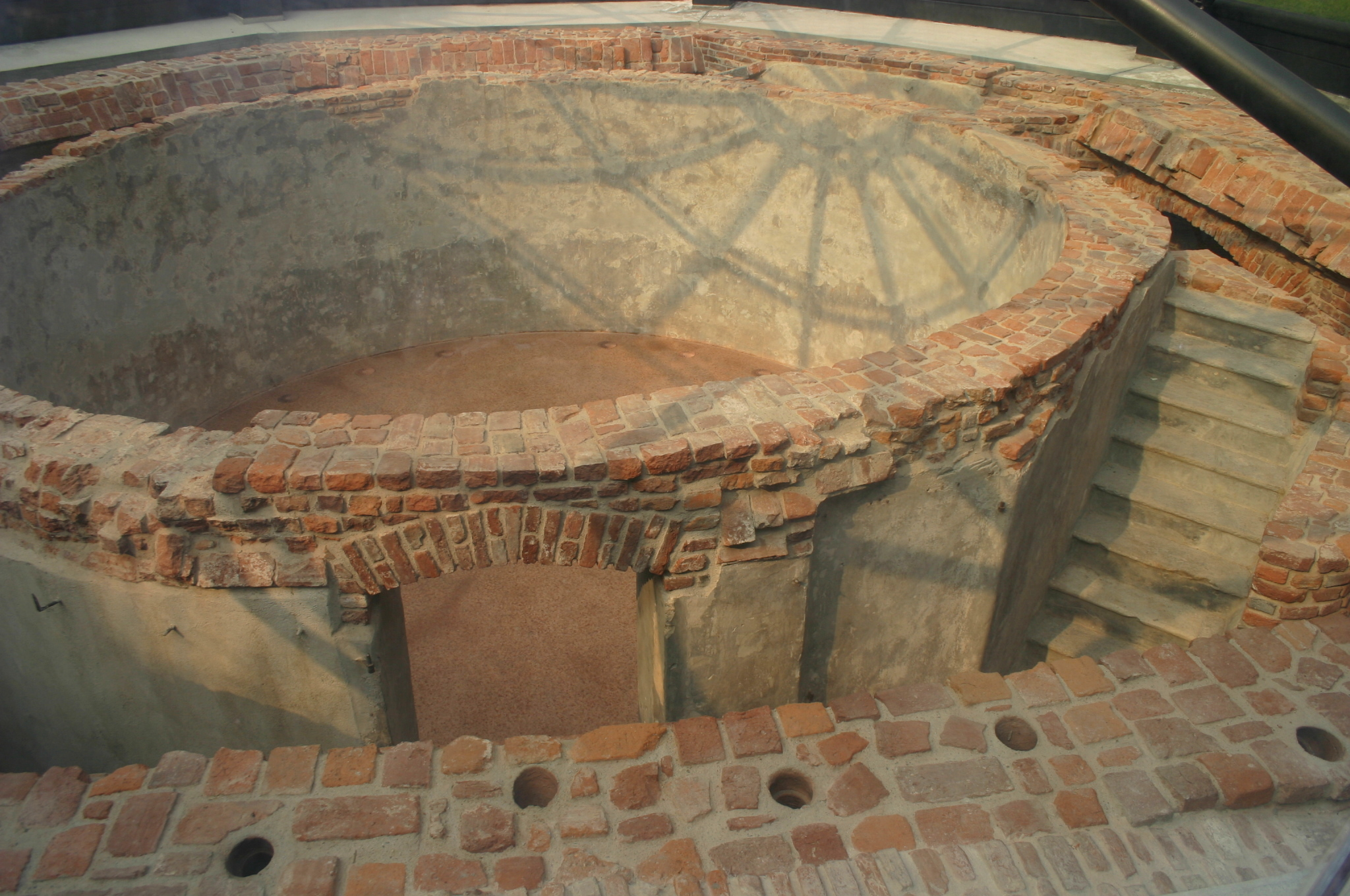
La Ghiacciaia vista dall'esterno

La ghiacciaia era costituita da un bacino cilindrico in cui la neve veniva compressa con strati di paglia, circondato da una seconda muratura ottagonale; nell'intercapedine tra le due murature è possibile vedere ancora oggi le scale che consentivano di percorrere tutta l'altezza del bacino. Fino agli anni Quaranta, all'esterno, nel cortile, il bacino della ghiacciaia era coperto da un piccolo edificio in mattoni con il tetto a spioventi, sormontato da una pigna in pietra, ora collocata nell'angolo a sinistra del cortile. La piccola costruzione è andata distrutta durante i bombardamenti della Seconda Guerra Mondiale, ma al suo posto è stata costruita una suggestiva copertura a vetri che permette di ammirare anche dall'esterno la ghiacciaia. La vicinanza dell'Ospedale alla Cerchia dei Navigli, lungo l'attuale via Francesco Sforza, era estremamente utile: gli scavi archeologici hanno riportato alla luce un percorso sotterraneo che metteva in comunicazione la ghiacciaia con alcuni vani sotterranei che si immettevano nel Naviglio. Questi passaggi consentivano di portare la neve direttamente dal Naviglio alla ghiacciaia. La leggera pendenza del corridoio di accesso alla ghiacciaia permetteva invece all'acqua residua di defluire, spontaneamente verso il canale.

## Patrimonio
Fondi librari
A seguito della stipula, nel 1996, di una convenzione fra la Fondazione Cukier Goren-Goldstein e l'Università degli Studi di Milano, è stata accolta la "Biblioteca di Judaica": una collezione di volumi monografici inerenti agli aspetti filosofici dell'ebraismo che consta attualmente di circa 1300 volumi.
La biblioteca custodisce diversi fondi bibliografici di ambito filosofico: in molti casi si tratta di biblioteche associate agli archivi personali dei donatori o gli archivi. Per valorizzare tali fondi si è deciso di renderli interamente ricercabili attraverso il Catalogo di Ateneo:
1. Fondo librario Antonio Banfi e Daria Malaguzzi Valeri: 82 volumi, parte della biblioteca di Daria Malaguzzi Valeri, moglie del filosofo. I volumi conservati rappresentano rare opere di Antonio Banfi o degli autori con i quali era in contatto. Molti dei testi contengono dediche autografe.
2. Fondo librario Alfredo Civita: 179 titoli, opere di Civita e testi della biblioteca personale per lo studio e l'attività didattica di Alfredo Civita, già docente di Epistemologia delle Scienze Umane e di Storia della psicologia presso l'Università degli Studi di Milano.
3. Fondo librario Mario Dal Pra: circa 5000 volumi donati dal prof. Mario Dal Pra poco prima della sua scomparsa. La donazione è stata divisa in dieci sezioni secondo le indicazioni del professore stesso e, per sua richiesta, resa interamente disponibile al prestito per studenti e professori.
4. Fondo librario Dino Formaggio: biblioteca filosofica di studio (circa 1500 volumi) di Dino Formaggio, allievo di Antonio Banfi e già docente di Estetica.presso l'Università degli Studi di Milano.
5. Fondo librario Giorgio Lanaro: testi appartenuti alla  ricca biblioteca personale del prof. Giorgio Lanaro, già docente di Storia della Filosofia presso l'Università degli Studi di Milano.
6. Fondo librario Felice Mondella: circa 400 titoli che costituivano una parte della biblioteca personale di Felice Mondella, già docente di Filosofia della Scienza a partire dal 1978 presso l'Università degli Studi di Milano.
7. Fondo librario Guido Davide Neri: 800 titoli appartenuti alla biblioteca di Neri, molti dei quali arricchiti di sue note manoscritte.
8. Fondo librario Aurelio Pelazza: la collezione, acquistata dalla Regia Accademia scientifico letteraria di Milano, include una parte della biblioteca personale di Aurelio Pelazza (1879-1915), allievo di Piero Martinetti e professore di filosofia nel Regio Liceo d’Aosta.
9. Fondo librario Giulio Preti: il fondo comprende 37 volumi suddivisi in due raccolte: una di testi pubblicati da Preti e l'altra dei principali studi a lui dedicati.
10. Fondo librario Giuseppe Rensi: 53 volumi appartenenti alla biblioteca Rensi ai quali si sono aggiunte copie di una ventina di testi provenienti dalla biblioteca del prof. Untersteiner.
11. Fondo librario Giovanni Vailati: circa 2000 titoli appartenenti alla biblioteca Vailati costituita da rare edizioni di fine Ottocento e inizio Novecento.

Altri fondi librari
Nel corso degli anni sono stati donati alla biblioteca parti (più o meno consistenti) di biblioteche personali:
1. Donazione Maria Vittoria Predaval: interessante nucleo di testi su Leibniz appartenuti alla Prof.ssa Maria Vittoria Predaval)
2. Donazione Mario Tiengo: testi provenienti dalla biblioteca personale del Prof. Mario Tiengo, già docente di Fisiopatologia e Terapia del Dolore presso l'Università degli Studi di Milano
3. Donazione Sergio Urbisci: testi della sezione filosofica (classici del pensiero, testi di epistemologia e filosofia analitica) della biblioteca personale di Urbisci, funzionario della Regione Lombardia presso la Direzione Generale Cultura, laureato in Filosofia nel 1976 presso il nostro Ateneo
4. Sono stati donati anche testi presenti negli studi della prof.ssa Laura Boella, già docente di Filosofia morale, del Prof. Giambattista Gori, già docente di Storia della filosofia moderna, e del prof. Gabriele Scaramuzza, già docente di Estetica presso il nostro Ateneo.

Fondi archivistici
La biblioteca inoltre raccoglie fondi archivistici appartenenti a personalità del mondo filosofico, legate all'Università degli Studi di Milano o oggetto di particolare interesse per i suoi ricercatori. I cataloghi dei fondi sono stati pubblicati a stampa e sono anche disponibili in formato elettronico nel sito della biblioteca. Sono conservati presso la biblioteca i seguenti fondi:
1. Fondo archivistico Antonio Banfi e Daria Malaguzzi Valeri: acquistato nel dicembre 2011 sul mercato librario per evitare che andasse disperso, l'archivio contiene diverse centinaia di documenti conservati da Daria Malaguzzi Valeri, moglie del filosofo, e da lei usati nella stesura del libro Umanità, pubblicato nel 1967 dalle Edizioni Franco di Reggio Emilia. I documenti del fondo coprono l'intero arco di vita di Antonio Banfi ma risultano particolarmente ben rappresentati gli anni giovanili. Da segnalarsi soprattutto il ricco epistolario con la futura moglie, sviluppatosi negli anni compresi tra il 1911 e il 1916 e la corrispondenza con Piero Martinetti, prima in qualità di docente presso la Regia Accademia Filosofico Letteraria di Milano e poi dal suo ritiro di Spineto. Attualmente in fase di riordino.
2. Fondo archivistico Mario Dal Pra: donato dalla famiglia all'Università dopo la morte del professore, è costituito dalle carte del suo archivio privato. Il fondo comprende 1212 fascicoli divisi in sei sezioni: corrispondenza, scritti di o su Mario Dal Pra, scritti vari e di altri autori. Completa il fondo la vasta raccolta di materiale relativo all'attività accademica per i corsi tenuti da Dal Pra presso l'Università degli Studi di Milano dal 1952 al 1981.
3. Fondo archivistico Dino Formaggio: carte di lavoro, documenti personali, relazioni accademiche e produzione editoriale del prof. Dino Formaggio. Il fondo è in corso di riordino.
4. Fondo archivistico Elvira Gandini: donato alla Biblioteca di Filosofia nel 2009 dalla famiglia Carati. Si tratta di dispense originali dattiloscritte dei corsi di Estetica tenuti presso l'Università degli Studi di Milano dal prof. Giuseppe Antonio Borgese negli anni accademici dal 1927 al 1931.
5. Fondo archivistico Miro Martini: fondo costituito nel 2002 a seguito della donazione, da parte della famiglia Martini, del materiale manoscritto e dattiloscritto prima conservato a Palazzo Schinchinelli, dimora cremonese di Miro Martini (1905-1951). Contiene 195 documenti (lettere, bozze preparatorie, saggi, articoli e recensioni), compresi 44 saggi inediti.
6. Fondo archivistico Rodolfo Mondolfo: consta di 927 fascicoli suddivisi in cinque serie: documenti biografici, corrispondenza, scritti di e su Mondolfo e ritagli di giornali. I documenti si riferiscono agli anni compresi tra il 1939 e il 1976, anno della morte del filosofo, concentrandosi quindi sul periodo argentino. A seguito del riordino, sono state acquisite copie delle lettere inviate da Mondolfo ai suoi corrispondenti raccogliendo così materiale dagli archivi Vittorio Enzo Alfieri, Margherita Isnardi Parente e Mario Untersteiner.
7. Fondo archivistico Guido Davide Neri: donato alla Biblioteca di Filosofia dell'Università degli Studi di Milano a fine 2009 dal figlio, Gabriele Neri. Consta di quaderni, corrispondenza, materiali di lavoro e carte personali del filosofo, allievo di Dino Formaggio.
8. Fondo archivistico Charles Sanders Peirce: la collezione digitalizzata dei manoscritti originali del filosofo statunitense, i cui originali sono conservati presso la Houghton Library dell'Università di Harvard.
9. Fondo archivistico Giulio Preti: costituito nel 1983 per impulso dei professori Mario Dal Pra e Fabio Minazzi. Esso comprende le copie di una cospicua serie di manoscritti inediti. In un secondo momento sono entrate a far parte del fondo 51 tesi di laurea in originale seguite da Preti, che presentano sue glosse marginali e note autografe spesso ampie e di notevole interesse.
10. Fondo archivistico Giuseppe Rensi: donato dalla vedova del filosofo, Lauretta Rensi Perucchi, all'Università degli studi di Milano nel 1963, per tramite del professor Mario Untersteiner, è stato riordinato ed organizzato in base a tre titoli: lettere, fogli sciolti, articoli.
11. Fondo archivistico Giovanni Vailati: donato nel marzo del 1959 all'allora Istituto di Storia della Filosofia dell'Università degli Studi di Milano dal nipote di Giovanni, Enzo Vailati. Il fondo è stato integralmente riordinato, inventariato e organizzato in quattro titoli: corrispondenza, manoscritti, materiale per la stampa ed estratti.

## Altre iniziative
- Piccoli filosofi in biblioteca: il sito, nato come iniziativa collaterale del primo workshop tenutosi nel 2015 presso la Biblioteca di Filosofia dell’Università di Milano (“Alla scoperta della filosofia “), che si propone di offrire strumenti e risorse web di orientamento e di formazione nel campo della “filosofia per bambini” e della “filosofia con i bambini“. Al suo interno anche il giornalino: Piccoli filosofi